# Mitchell Robinson
 Mitchell Robinson (Flórida, 1 de abril de 1998) é um jogador norte-americano de basquete profissional que atualmente joga no New York Knicks da National Basketball Association (NBA).
Ele foi selecionado pelos Knicks como a 36ª escolha geral no draft da NBA de 2018. Antes de iniciar sua carreira profissional, ele ganhou cobertura nacional por desistir de seu compromisso de ir para a Western Kentucky University e, ao invés disso, dedicar toda a temporada de 2017-18 para treinamento por conta própria, sendo o primeiro jogador a tomar tal decisão.

## Carreira no ensino médio

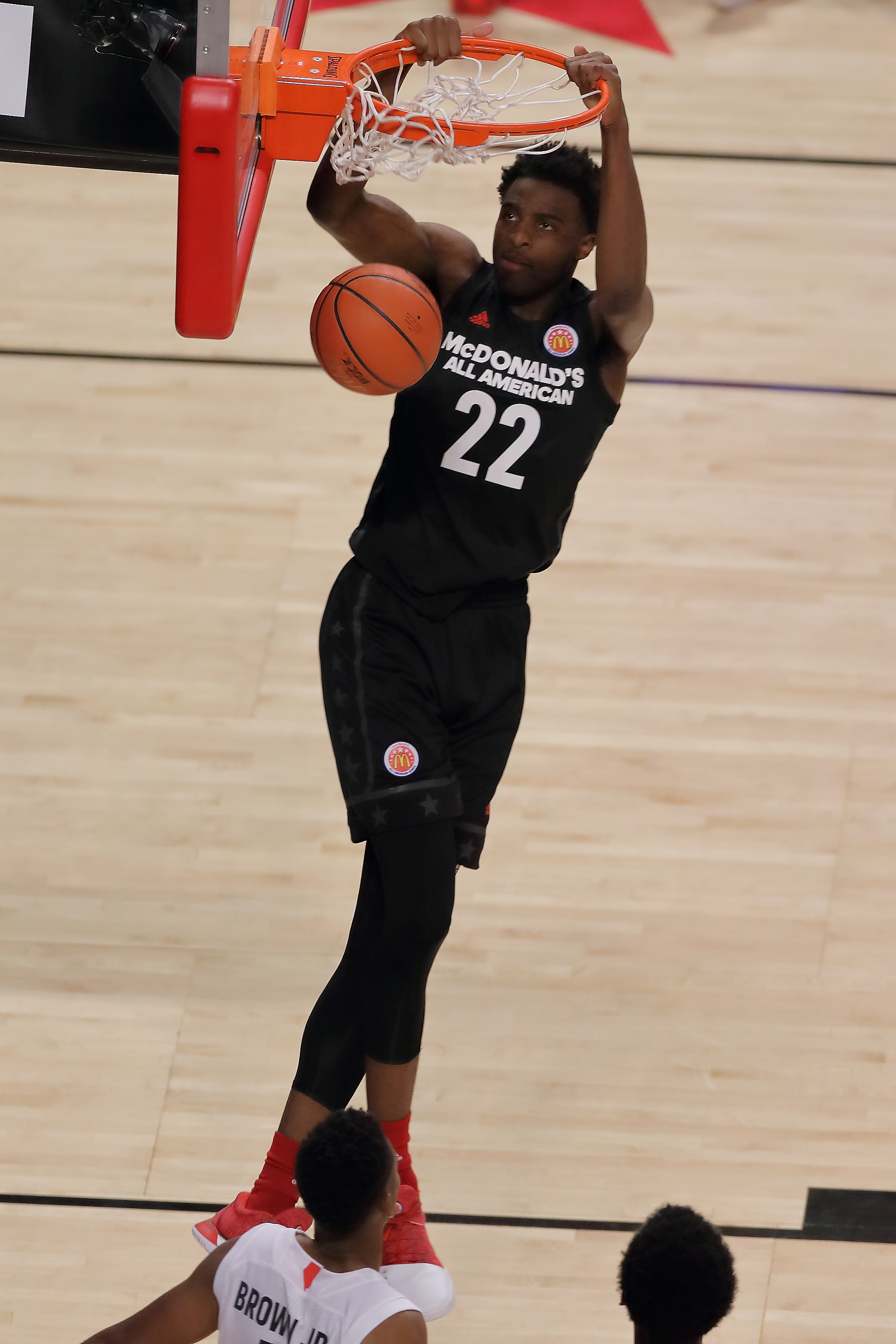
Robinson no All-American Game McDonald's de 2017

Robinson frequentou a Pine Forest High School em Pensacola, Flórida, nos dois primeiros anos de sua carreira no ensino médio, transferindo-se brevemente para a Landry-Walker College e depois definitivamente para a Career Preparatory High School em Nova Orleans. Em seu terceiro ano, ele estudou na Chalmette High School.
Ele jogou em Pine Forest em seus dois primeiros anos, mas não causou muito impacto, já que ele ainda era relativamente novo no basquete, apenas começando a jogar no oitavo ano, durante um surto de crescimento que o levou de 1,88 m a 2,13 m.
Em seu terceiro ano, Robinson levou Chalmette a sua primeira vitória nos playoffs em 19 anos e teve médias de 20,9 pontos, 13,6 rebotes, 8,1 bloqueios e 2 roubos de bola.
Em seu último ano colegial, Robinson teve médias de 25,7 pontos, 12,6 rebotes e 6 bloqueios e foi eleito Jogador do Ano do Distrito e do Estado. Ele levou Chalmette ao seu primeiro título da temporada regular em 20 anos, ao primeiro título do distrito em 21 anos e às semifinais do estado pela primeira vez em 32 anos. Nos playoffs, Robinson teve médias de 34,5 pontos, 13,5 rebotes e 7,8 bloqueios.
No McDonald's All-American Boys Game de 2017, Robinson registrou 14 pontos, três rebotes e dois bloqueios. Ele participou do Jordan Brand Classic de 2017 e marcou 15 pontos em 17 minutos.
Robinson originalmente se comprometeu a jogar basquete universitário em Texas A&M, mas depois se comprometeu a seguir o técnico Rick Stansbury em Western Kentucky.

## Carreira universitária
Em julho de 2017, Robinson se matriculou na Western Kentucky University no semestre de verão e treinou com a equipe por cerca de duas semanas antes de uma planejada viagem da equipe à Costa Rica. Fontes então indicaram que ele havia saído do campus e seu quarto foi limpo. Ele foi suspenso indefinidamente por violar as regras da equipe. Depois de falar com o treinador Rick Stansbury, ele recebeu uma liberação para se transferir, e, salvo uma decisão inesperada da NCAA, teria que ficar de fora da temporada de 2017-18.
Com a esperança de que uma renúncia fosse concedida pela NCAA, Robinson fez visitas à LSU, Universidade do Kansas e a Universidade de New Orleans em agosto de 2017. Em 27 de agosto, Robinson retornou a Western Kentucky um mês depois de sair do campus.
Em 18 de setembro, Robinson anunciou que renunciaria à universidade e se prepararia para o draft da NBA de 2018 por conta própria. Ele seria o primeiro recrutado a não jogar em nenhuma universidade durante um ano inteiro antes de entrar em um draft da NBA, embora ele ainda fosse creditado como tendo saído de Western Kentucky para a NBA. Além disso, por causa de seu breve tempo indo para as aulas de verão, ele foi impedido de participar da G-League no final da temporada devido às regras. A decisão também afetou algumas perspectivas semelhantes que também ficaram presas em situações difíceis na época, como Billy Preston e De'Anthony Melton.
Robinson foi nomeado um dos 69 jogadores que planejavam participar do Draft Combine da NBA. No entanto, no dia do evento, ele se retirou de todos os eventos da liga.

## Carreira profissional

### New York Knicks (2018–Presente)
Em 21 de junho de 2018, Robinson foi selecionado pelo New York Knicks como a 36ª escolha geral no draft da NBA de 2018. Depois de jogar pelos Knicks na Summer League de 2018, onde estabeleceu recordes de bloqueios e rebotes ofensivos, ele assinou um contrato de 3 anos e US$4 milhões com os Knicks em 8 de julho de 2018.
Depois de lutar contra uma lesão no tornozelo durante a pré-temporada, Robinson fez sua estreia profissional em 17 de outubro, marcando dois pontos na vitória por 127-106 contra o Atlanta Hawks. Em 26 de outubro, ele fez seu primeiro jogo como titular e registrou 7 pontos e 6 rebotes em 29 minutos na derrota de 128-100 para o Golden State Warriors. Em 2 de novembro, Robinson registrou seu primeiro duplo-duplo com 13 pontos e 10 rebotes na vitória por 118–106 sobre o Dallas Mavericks. Em 11 de novembro, Robinson fez nove bloqueios, o recorde de um novato dos Knicks, em uma derrota por 115-89 para o Orlando Magic. Em 28 de março de 2019, ele registrou 19 pontos e 21 rebotes na derrota por 117-92 para o Toronto Raptors e se tornou o primeiro novato dos Knicks desde Willis Reed em 1965 a registrar 19 pontos e 21 rebotes em um jogo. Robinson terminou a temporada em segundo lugar na NBA em bloqueios por jogo, atrás apenas de Myles Turner do Indiana Pacers, e foi nomeado para a Segunda-Equipe de Novatos.
Em 17 de dezembro de 2019, Robinson registrou 22 pontos, o recorde de sua carreira, e 13 rebotes na vitória por 143-120 contra o Atlanta Hawks. Em 1º de janeiro de 2020, ele marcou 22 pontos, acertando todos os seus arremessos, em uma vitória por 117-93 contra o Portland Trail Blazers. Em 26 de fevereiro, Robinson registrou um duplo-duplo com 12 pontos e 16 rebotes na derrota por 108-101 para o Charlotte Hornets. Quando a temporada regular de 2019-20 terminou, Robinson quebrou o recorde da NBA de Wilt Chamberlain de maior porcentagem de field goal em uma única temporada.
Em 12 de fevereiro de 2021, no jogo contra o Washington Wizards, Robinson fraturou a mão direita durante o segundo quarto e não voltou após o intervalo.
Em 12 de julho de 2022, Robinson assinou um contrato de 4 anos e US$60 milhões com os Knicks. Em 30 de novembro, ele marcou 15 pontos e pegou 20 rebotes durante uma derrota por 109–103 para o Milwaukee Bucks.
Em 23 de setembro de 2024, foi anunciado que Robinson perderia o início da temporada regular após uma cirurgia no tornozelo durante a offseason.

## Perfil do jogador
Robinson foi chamado por alguns analistas de "o melhor bloqueador de sua classe", com uma velocidade incomum e um longo alcance. Ele usa essa velocidade também para correr excepcionalmente bem para um homem de seu tamanho. Robinson melhorou o seu lance livre ao longo dos seus dois anos em Chalmett e desenvolveu seus arremessos de três pontos, fazendo até 5 acertos em um jogo. Projeções de draft da NBA compararam seu jogo com DeAndre Jordan e Tyson Chandler.

## Estatísticas da carreira

### NBA

#### Temporada regular
| Ano      | Equipe   | PJ  | PT  | MPJ  | AP   | 3P | LL   | RT  | AS | BR  | TO  | PPJ |
| -------- | -------- | --- | --- | ---- | ---- | -- | ---- | --- | -- | --- | --- | --- |
| 2018–19  | New York | 66  | 19  | 20.6 | .694 | —  | .600 | 6.4 | .6 | .8  | 2.4 | 7.3 |
| 2019–20  | New York | 61  | 7   | 23.1 | .742 | —  | .568 | 7.0 | .6 | .9  | 2.0 | 9.7 |
| 2020–21  | New York | 31  | 29  | 27.5 | .653 | —  | .491 | 8.1 | .5 | 1.1 | 1.5 | 8.3 |
| 2021–22  | New York | 72  | 62  | 25.7 | .761 | —  | .486 | 8.6 | .5 | .8  | 1.8 | 8.5 |
| 2022–23  | New York | 59  | 58  | 27.0 | .671 | —  | .484 | 9.4 | .9 | .9  | 1.8 | 7.4 |
| 2023–24  | New York | 31  | 21  | 24.8 | .575 | —  | .409 | 8.5 | .6 | 1.2 | 1.1 | 5.6 |
| Carreira | Carreira | 320 | 196 | 24.7 | .682 | —  | .506 | 8.0 | .6 | .9  | 1.7 | 7.8 |

#### Playoffs
| Ano  | Equipe   | PJ | PT | MPJ  | AP   | 3P | LL   | RT  | AS | BR | TO  | PPJ |
| ---- | -------- | -- | -- | ---- | ---- | -- | ---- | --- | -- | -- | --- | --- |
| 2023 | New York | 11 | 11 | 27.1 | .604 | –  | .394 | 9.3 | .8 | .7 | 1.5 | 6.5 |

Fonte: